# Pirching am Traubenberg
Pirching am Traubenberg é um município da Áustria, situado no distrito de Südoststeiermark, no estado da Estíria. Tem 31,57 km² de área e sua população em 2019 foi estimada em 2.559 habitantes.